# Rosenvænget
Rosenvænget er et villakvarter på Østerbro i København og formentlig Danmarks ældste villakvarter, grundlagt 1857. Det begrænses omtrent af Rosenvængets Sideallé, Holsteinsgade, Livjægergade, Næstvedgade, Strandboulevarden, Nordre Frihavnsgade og Ved Vænget.
Kvarteret har nogenlunde bevaret sin karakter af villakvarter trods kommunale og private forsøg på at øge bebyggelsestætheden i området og bebygge det med etageboligbebyggelse, selv om kvarteret blev alvorligt decimeret ad flere omgange; senest i 2006.

## Historie
I sidste halvdel af 1700-tallet lå der på området gården Rosenvenge, landstedet Rosendal og det tilhørende Rosenengen. Navnene stammer fra amtmand i Norge, Jens Rosenheim, som i 1688 erhvervede store arealer på stedet. Hans tid som grundejer varede dog ikke længe, for i 1689 fulgte han som overkrigskommisær med de tropper, man overlod kong Vilhelm 3. af England i krigen mod Jacob 2. Under dette felttog døde Rosenheim 1690 i Dublin.
Etatsråd senere baron Reinhard Iselin havde Rosenvenge i anden halvdel af 1700-tallet. Den blev afløst af landstedet Rosendal med det tilhørende Rosenvenge.
Kgl. hofvinhandler og kaptajn i Livjægerkorpset Mozart Waagepetersen købte i 1857 disse ejendomme, og året efter begyndte han en udstykning til byggegrunde. Da Waagepetersen sluttede udparcelleringen i 1872, var 49 grunde solgt. Han byggede samme år et hus til sig selv, Rosendal, på hjørnet af Rosenvængets Sideallé og Rosenvængets Hovedvej. Nu var der begyndt at komme gasbelysning.
Inden havde Waagepetersen dog måttet frikøbe sig af magistratens forkøbsret til Rosenvenge. Af kammerherre P.H. Classen og Det Classenske Fideicommis fik han overdraget to arvefæstere. Det ene kaldtes "jordstrimlen" og skilte Rosenengen fra Strandpromenaden, nutidens Strandboulevarden. Efter sine forældres skilsmisse boede Erik Skram hos ægteparret; Waagepetersens kone var hans faster. Fra 1856 tilbragte Erik Skram somrene i villa Rosendal. I vinterhalvåret opholdt familien sig i byhuset i Store Strandstræde.
Ligesom på Frederiksberg, der blev selvstændig kommune i samme år (1857), bestod denne første bebyggelse af villaer. Men modsat Frederiksberg og resten af Østerbro (bortset fra kvarteret omkring Krausesvej) lykkedes det Rosenvænget at holde stand mod den spekulative bølge af etageboligbyggeri, der eskalerede i 1880'erne, og hvis karreer helt kom til at omringe Rosenvænget. Årsagen skal findes i de strenge servitutter, som Waagepetersen havde belagt Rosenvænget med. De siger blandt andet, at bebyggelse kun må opføres i tre etager.
Kvarterets eksklusivitet blev understreget ved, at Rosenvængets Hovedvejs udgang mod Strandpromenaden var lukket af en låge, som krævede nøgle. Der måtte heller ikke være skidt og møg eller folkelige forlystelser: "At Afløb fra Latrinen, Kostalde eller deslige ikke maa ledes ud til Vejen, Rendestenene eller Afløbsgrøfter. At der med Hensyn til Anlæg af offentlige Forlystelser ikke maa anlægges andre saadanne end Restauranter og Caféer, hvorimod Karrusel og Keglebaner, Dansesalons og andre støjende Forlystelser ej tillades inden for disse Grundstykkers Grænse."
Villaerne og de grønne, landlige omgivelser appellerede til borgerskabet, og Burmeister & Wain-fabrikant William Wain, højesteretspræsident A.L. Drewsen (der har fået en vej opkaldt efter sig i kvarteret) og vejviser-udgiveren Thorvald Krak flyttede ud i Rosenvænget (sidstnævnte i villaen Rosenvængets Allé 50, opført 1867). Andre beboere var officer Hjalmar Ulrich, departementschef, oberst Frederik Christian Good, krigsminister Waldemar Raasløff og Marinens kommandør Eduard Christiansen. Dertil kom embedsmænd som Peter Vedel og Jens Koefoed.
Også kendte kunstnere søgte til Rosenvænget i stort tal, blandt andre maleren P.C. Skovgaard, Wilhelm Marstrand, C.F. Aagaard, Janus la Cour, Christian Zacho, Wilhelm Drewsen og Thorald Læssøe, komponisten J.P.E. Hartmann og marinemaler C.F. Sørensen, der kunne se skibene sejle forbi på Sundet. Kvarterets kendteste beboer var nok Johanne Luise Heiberg, der flyttede ind i villaen tegnet af J.D. Herholdt i 1862.
Også folk knyttet til den lokale industri, bosatte sig her, bl.a. tre, der alle fik indflydelse på Øresund's chemiske Fabriker: Theobald Weber, Vilhelm Jørgensen og hans søn C.F. Jarl. Weber byggede sig en meget stor villa på Rosenvængets Hovedvej 39 og blev genbo til fru Heiberg. Jørgensen overtog senere villaen. Dennes søn Jarl boede i et andet hus, A.L. Drewsens Vej 2. Senere beboere var pianofabrikant Frederik Møller og sagfører F.C. Boldsen.
I 1863, da første generation af huse stod færdig, blev kvarteret beskrevet i Illustreret Tidende, der også bragte et træsnit af området, som blev betegnet "Byens smukkeste Kvarteer". "[H]er kan der aldrig blive tale om at henlægge Forlystelsessteder eller Ølhaller eller Alt hvad der hører til Vesterbroes Privilegier; her kan Man ikke tænke paa at bygge Kaserner, beregnet paa Snese af smaa Familier, Nørrebroes Privilegium. Her er landligt, smukt og roligt – ikke Andet, men det er store Ting, naar Man ikke vil gaae mere end en halv Fjerdingvei fra Byen." Det holdt ikke stik – et par årtier senere rejste de første "kaserner" sig på Østerbro. Et årti senere beskrev en anden gæst i kvarteret, H.C. Andersen, "Rosenvængets Roser" fra sit logi på Rolighed, hvor han også døde.
Det gamle Kjøbenhavn groer over Volden,
det kneiser ungt ud mod de aabne Søer,
hvor “Rosenvænget” naaer til Øresund,
og Konstner-Navne lyse ud i Verden.
Johan Holm Hansen skildrer i romanen Fra Dannevirke til Rosenvænget (1880) villaerne, som var de bygget af guld og regnbueskær. Og litteraturprofessor Valdemar Vedel skildrer i Mit Hjem (1912) sin barndoms Rosenvænge som et paradis med "Laasede Laager, aflukkede til de fleste Sider":
| Citat | Der græssede baade Køer og Geder i Vænget og huserede baade Ræv og Maar, og Vejene, som laa under den stedlige Bestyrelse af Villaejerne, kunne i Sneføre og Regntider kun befares med Træstøvler eller Træsko, i al Fald af os Børn, en Wilde, Politibetjenten, havde intet som helst andet at bestille end at passe Postbudet eller Herskabskarlene op for at faa en Passiar med dem, medens hans enarmede Broder, Gartneren, gik om og tilsaa alle Haverne, og gamle C.F. Sørensen, Marinemaleren, vandrede en Tur paa Vejene i Slobrok og Fez og med lang Tobakspibe. | Citat |
|       | |       |

Blandt nutidens kendte beboere i området er politikeren Bertel Haarder på A.L. Drewsens vej.

### Arkitektur
Villaerne var tegnet af tidens bedste arkitekter og afspejlede skiftet i arkitekturen fra klassicisme til historicisme. Ud over Herholdt kan nævnes Harald Drewsen, H.C. Stilling, M.G. Bindesbøll, Vilhelm Dahlerup og Ferdinand Meldahl. Senere valgte kgl. bygningsinspektør Kaj Gottlob at bo og have sin tegnestue i villaen Rosenvængets Hovedvej 29. To villaer er fredet:
- P.C. Skovgaards villa, Rosenvængets Hovedvej 27, 1860 af J.D. Herholdt
- C.F. Aagaards anden villa, Rosenvængets Allé 46, 1875 af Vilhelm Dahlerup (med marmorborner fra det gamle kongelige teater)

### Angreb på området
Imidlertid har Rosenvænget måttet lide flere overgreb på kvarterets identitet som grønt villakvarter. Finseninstituttets etapevise ekspansion i kvarteret var omkring 1900 den største trussel. Rosenvængets Hovedvej 37 var en rummelig villa med stor have, der havde tilhørt cirkusdirektør Hinné, men der blev protester, da Niels Ryberg Finsen ønskede at indrette villaen til kursted for sine patienter. Beboerne var betænkelige ved at nabolaget skulle huse folk med hudsygdomme, og en delegation opsøgte Folketingets finansudvalg for at få standset det statslån på kr. 240.000. Det var der ikke flertal for, og i august 1901 flyttede Finsen ind i Rosenvænget. Laboratoriet lå i husets stueetage; selv boede han på 1. sal og foretog lysbehandlingen i et ridehus i haven. Da han i [[1903]] fik Nobelprisen og blev en international berømthed, forstummede protesterne.
I 1932, 1952 og 2006 er der taget bidder af kvarteret, villaer revet ned, og boligkarreer opført. I 1932 blev der opført en U-formet bebyggelse mellem Rosenvængets Hovedvej og Næstvedgade. Byggeriet førte til en retssag, hvor beboerne i Rosenvænget uden held søgte at hindre bebyggelsen under påberåbelse af områdets gamle villaservitutter. Sagen kom for Højesteret. Selv om bebyggelsen næppe kan kaldes villaagtig, kunne den godkendes, fordi den holdt sig til tre etager. Med byggeriet forsvandt bl.a. en villa i skønvirke og af de få værker, som Caspar Leuning Borch fik opført i sin levetid.
En til dels bevarende byplan (Byplan nr. 7) for området blev vedtaget og tinglyst i 1942. I 1952 fik byplanen en tilføjelse til bestemmelserne for ny bebyggelse syd for Rosenvængets Allé. Det blev herved muligt at opføre tre- og femetagers bebyggelse på ejendommen Saabyesvej 1-5 og 4 og hjørnerne af Holsteinsgade (13-17). Bygningerne rejste sig året efter, men blev udført hensynsfuldt, idet husenes etageantal var aftrappet efter afstanden til den eksisterende villabebyggelse (fem etager mod Holsteinsgade, tre mod Rosenvænget). Projektet medførte nedrivning af villaen Rosenvængets Allé 30.
I 1999 blev fru Heibergs villa, der havde tilhørt Finseninstituttet, udbudt til salg, og der fremkom planer om at indrette et "guldalderinstitut" med lokalhistorisk islæt, idet alle guldalderens hovedpersoner havde haft deres gang hos fru Heiberg på Østerbro. Planerne strandede imidlertid, og i 2000 blev villaen udstykket i seks ejerlejligheder, mens den store have blev bebygget med tre punkthuse ved Kuben Byg. Projektet medførte ikke nedrivning af bygninger. Lokalplan nr. 296 "Heibergs Have" muliggjorde projektet.
I 2002 blev der opført en daginstitution på grunden Rosenvængets Hovedvej 16/Næstvedgade 3. I denne forbindelse gav kommunen sig selv dispensation fra byplan nr. 7, punkt A.1.
I 2006 blev udstykkeren Waagepetersens villa (Rosenvængets Allé 32) og det tidligere Institut Français (Det franske Institut, 34-38) revet ned som følge af Lokalplan nr. 407 "Rosenvængets Allé" på trods af, at over 3000 borgere, grundejerkomiteen og forskellige NGO'er og organisationer havde protesteret. Lokalplanen blev vedtaget den 31. august 2006 af Socialdemokraterne, Det Konservative Folkeparti, Dansk Folkeparti, Klaus Bondam og Monica Thon fra Det Radikale Venstre. I sin argumentation støttede kommunen sig til Byplan 7, punkt B.2. fra 1942, hvor en mulig fremtidig bebyggelse på hjørnet var skitseret, selv om Byplan 7 på dette punkt stred imod Kommuneplanen fra 2001, der fastlagde hele Rosenvænget som et bevaringsværdigt villakvarter. Bestemmelsen harmonerede heller ikke med kommunens Byskabsatlas (2003), hvor det hedder: "De to villaområder Rosenvænget og Krausesvejområdet ligger som reminiscenser fra tiden før Østerbros udbygning, strukturelt veldefinerede og værdifulde pusterum i den ellers tætte bebyggelse. [...] Disse særlige enklaver af villa- og rækkehusbebyggelse rummer kvaliteter, som må fastholdes og understøttes i den videre planlægning." Grundejerkomiteen klagede til Naturklagenævnet, som ikke nåede at behandle sagen, før villaerne var revet ned.
- Mozart Waagepetersens villa var opført i 1872.
- Det franske Institut bestod af en villa opført i 1874 og udvidet i 1900 for lægen, senere minister Thorkild Rovsings privatklinik, samt en modernistisk foredragssal tegnet i 1959 af Tobias Faber & Jytte Jensenius. Villaen havde høj bevaringsværdi i bydelsatlasset.

Det historiske kvarter er ikke omfattet af beskyttelse som kulturmiljø.

## Forsvundne villaer i Rosenvænget
(listen er ikke komplet)
- A.F. Kriegers Vej (Rosenvængets Tværvej) 5A, C.F. Aagaards første villa (1866 af Hans J. Holm, nedrevet 1967)
- Rosenvængets Allé 30 (nedrevet 1951)
- Rosenvængets Allé 32, Mozart Waagepetersens villa (1872, nedrevet 2006)
- Rosenvængets Allé 34 (1874 og udvidet 1900, nedrevet 2006)
- Rosenvængets Hovedvej 16
- Rosenvængets Hovedvej 18 (1865 af H.C. Stilling, nedrevet 1932)
- Rosenvængets Hovedvej 18 A (1898-99 af Caspar Leuning Borch, nedrevet 1932)